# (2365) Interkosmos
(2365) Interkosmos ist ein Asteroid des mittleren Hauptgürtels, der am 30. Dezember 1980 von der tschechischen Astronomin Zdeňka Vávrová am Kleť-Observatorium (IAU-Code 046) bei Český Krumlov entdeckt wurde. Sichtungen des Asteroiden hatte es vorher schon mehrere gegeben: unter anderem am 18. September und 20. Oktober 1955 (1955 SJ1 und 1955 UY) am Goethe-Link-Observatorium in Indiana, am 9. und 11. März 1969 mit der vorläufigen Bezeichnung 1969 EA am Krim-Observatorium in Nautschnyj und am 9. März 1973 (1973 ED) am Cerro Tololo Inter-American Observatory in Chile.
Der Asteroid gehört zur Astraea-Familie, einer Gruppe von Asteroiden, die nach (5) Astraea benannt ist.
Der mittlere Durchmesser des Asteroiden wurde mit 14,527 km (±0,121) berechnet, die Albedo mit 0,238 (±0,020). Die Rotationsperiode beträgt etwas mehr als sechs Stunden.
(2365) Interkosmos wurde am 8. Februar 1982 nach Interkosmos benannt, einem wissenschaftlichen Programm der Sowjetunion zur Einbindung nicht-sowjetischer Technik in das sowjetische Raumfahrtprogramm.